# مارک کلاتنبرگ
مارک کلاتنبرگ (به انگلیسی: Mark Clattenburg) (زاده ۱۳ مارس ۱۹۷۵) داور اهل انگلستان است که در حال حاضر در فدراسیون فوتبال عربستان سعودی داوری می‎کند.
وی داوری را از سال ۱۹۹۳ شروع کرده، در سال ۲۰۰۴ داور لیگ برتر انگلستان شده و از سال ۲۰۰۶ میلادی در لیست داوران فیفا قرار گرفته‌است.
در سال ۲۰۱۷ مارک کلاتنبرگ داوری در لیگ برتر را رها کرده و به جمع داوران لیگ عربستان پیوست. وی پس از آن در کشورهای چین و مصر به فعالیت پرداخت و در سال ۲۰۲۴ به لیگ انگلستان بازگشت.

## فهرست مسابقات برجسته
مسابقات برجسته و قابل توجهی که توسط کلاتنبرگ قضاوت شده‌اند، شامل:
- فینال جام اتحادیه فوتبال انگلیس ۲۰۱۲
- فینال مسابقات فوتبال مردان المپیک ۲۰۱۲
- جام خیریه انگلستان ۲۰۱۳
- سوپر جام اروپا ۲۰۱۴
- فینال جام حذفی فوتبال انگلستان ۲۰۱۶
- فینال لیگ قهرمانان اروپا ۲۰۱۶
- فینال جام ملت‌های اروپا ۲۰۱۶

## آمار کارت دادن
| فصل              | بازی‌های قضاوت‌شده | مجموع | میانگین در هر بازی | مجموع | میانگین در هر بازی |
| ---------------- | ---------------- | ----- | ------------------ | ----- | ------------------ |
| ۲۰۰۰-۰۱          | ۲۴               | ۶۷    | ۲٫۷۹               | ۴     | ۰٫۱۷               |
| ۲۰۰۱-۰۲          | ۳۳               | ۱۰۳   | ۳٫۱۲               | ۶     | ۰٫۱۸               |
| ۲۰۰۲-۰۳          | ۳۵               | ۱۳۵   | ۳٫۸۶               | ۸     | ۰٫۲۳               |
| ۲۰۰۳-۰۴          | ۳۴               | ۱۰۴   | ۳٫۰۶               | ۲     | ۰٫۰۶               |
| ۲۰۰۴-۰۵          | ۲۸               | ۸۳    | ۲٫۹۶               | ۵     | ۰٫۱۸               |
| ۲۰۰۵-۰۶          | ۲۴               | ۸۱    | ۳٫۳۸               | ۴     | ۰٫۱۷               |
| ۲۰۰۶-۰۷          | ۴۲               | ۱۶۶   | ۳٫۹۵               | ۳     | ۰٫۰۷               |
| ۲۰۰۷-۰۸          | ۳۹               | ۱۲۴   | ۳٫۱۸               | ۱۰    | ۰٫۲۶               |
| ۲۰۰۸-۰۹          | ۲                | ۰     | ۰٫۰۰               | ۰     | ۰٫۰۰               |
| ۲۰۰۹-۱۰          | ۴۲               | ۱۰۵   | ۲٫۵۰               | ۵     | ۰٫۱۲               |
| ۲۰۱۰-۱۱          | ۴۰               | ۱۲۳   | ۳٫۰۸               | ۷     | ۰٫۱۸               |
| ۲۰۱۱-۱۲          | ۳۶               | ۱۱۵   | ۳٫۱۹               | ۸     | ۰٫۲۲               |
| ۲۰۱۲-۱۳          | ۳۶               | ۱۰۴   | ۲٫۸۹               | ۶     | ۰٫۱۷               |
| ۲۰۱۳-۱۴          | ۴۲               | ۱۴۵   | ۳٫۴۵               | ۶     | ۰٫۱۳               |
| ۲۰۱۴-۱۵          | ۱۴               | ۱۷۲   | ۳٫۶۶               | ۵     | ۰٫۱۱               |
| ۲۰۱۵-۱۶          | ۴۶               | ۱۶۲   | ۳٫۵۲               | ۷     | ۰٫۱۵               |
| ۲۰۱۶-۱۷          | ۲۶               | ۹۰    | ۳٫۴۶               | ۴     | ۰٫۱۵               |
| منبع: Soccerbase |                  |       |                    |       |                    |

*آمار ذکر شده شامل تمامی مسابقات از جمله مسابقات لیگ، جام حذفی، لیگ قهرمانان و هم‌چنین مسابقات ملی (دوستانه و رسمی) می‌باشد. هیچ آمار موثقی از فصل ۲۰۰۰-۲۰۰۱ به بعد موجود نیست.